# Spoorlijn Thisted - Fjerritslev
De spoorlijn Thisted - Fjerritslev was een lokale spoorlijn tussen Thisted en Fjerritslev van het schiereiland Jutland in Denemarken.

## Geschiedenis
De spoorlijn werd geopend door de Thisted-Fjerritslev Jernbane (TFJ) op 19 november 1904. Door de toename van het wegverkeer na de Tweede Wereldoorlog was de lijn niet meer rendabel te exploiteren en werd gesloten in 1969.

## Huidige toestand
Thans is de volledige lijn opgebroken. Grote delen zijn als fietspaden toegankelijk, bijvoorbeeld de voormalige spoordijk door het natuurgebied Vejlerne.